# Morales (Izabal)
Morales ist eine Kleinstadt im Osten Guatemalas. Sie ist Verwaltungssitz der gleichnamigen Großgemeinde (Municipio) im Departamento Izabal. In dem 1.295 km² großen Municipio leben rund 90.000 Menschen, in Morales etwa 15.000.

## Geographie
Morales liegt südöstlich des Izabal-Sees im Tal des Río Motagua. Zwischen dem See und dem Fluss verlaufen in nordöstlicher Richtung die Ausläufer der Sierra de las Minas, die hier noch Höhen von etwa 600 m erreichen und weiter im Osten in den 1200 m hohen Montañas del Mico enden. Im Südosten bildet die Sierra del Merendón die Grenze zu Honduras. Das Municipio umfasst den südöstlichen Teil des Departamentos Izabal. Es grenzt im Norden an Livingston, im Nordosten an Puerto Barrios, im Südosten an Honduras und im Südwesten und Westen an Los Amates. Es untergliedert sich in neun Dörfer (Aldeas), 36 Weiler (Caseríos) und einige andere kleinere Bezirke und Orte. Die Stadt Morales ist mit dem Nachbarort Bananera im Osten schon seit einiger Zeit zusammengewachsen. Auf Grund des ehemals starken Einflusses der US-amerikanischen United Fruit Company haben einige Dörfer des Municipios englische Namen (darunter York, Dartmouth, Sioux, Nacho Creek). Das Klima ist im Allgemeinen tropisch heiß.

## Geschichte
Das Municipio wurde offiziell am 24. Juni 1920 eingerichtet. Bald kam es de facto unter die neokoloniale Herrschaft die United Fruit Company, die hier ihr Hauptquartier einrichtete und zu sehr günstigen Konditionen enorme Ländereien erwarb, um Bananen anzubauen. In den 1950er Jahren versuchte Präsident Jacobo Arbenz ungenutztes UFC-Land gegen Entschädigungen an Kleinbauern zu verteilen und auf den UFC-Plantagen angemessene Arbeitsbedingungen durchzusetzen. Auf Veranlassung der UFC wurde die Regierung Guatemalas in Washington, D.C. kommunistischer Umsturzbestrebungen bezichtigt, was schließlich zu einer Militärintervention der USA führte (Operation PBSUCCESS). Andererseits erwarb sich die UFC Verdienste um die Verbesserung der örtlichen Infrastruktur.

## Wirtschaft und Verkehr
Morales liegt an der Fernstraße CA 9 (Carretera Interoceanica), die von Puerto Barrios an der Karibikküste über Guatemala-Stadt nach Puerto San José am Pazifik führt. Wenige Kilometer nordöstlich von Morales zweigt bei La Ruidosa die Fernstraße CA 13 nach Petén ab. Neben der CA 9 verläuft eine derzeit nicht genutzte Bahnstrecke, weswegen Morales auch einen stillgelegten Bahnhof hat. Die Stadt profitiert vom Durchgangsverkehr und auch etwas von den nahen Touristenzielen am Izabal-See. Zu den landwirtschaftlichen Erzeugnissen zählen neben Bananen unter anderem auch Bohnen und Mais sowie verschiedene andere Obst- und Gemüsearten. Eine wichtige Rolle spielt der Dienstleistungssektor.

## Persönlichkeiten
- Rubén Castellanos (* 1997), Badmintonspieler